# دار السلام (كفر سعد)
دار السلام هي إحدى قرى مركز كفر سعد التابع لمحافظة دمياط بجمهورية مصر العربية.